# Serkenj fel, kegyes nép
A Serkenj fel, kegyes nép kezdetű magyar népdal dallamát és első versszakát Kodály Zoltán gyűjtötte 1916-ban a Bihar vármegyei Nagyszalontán. Elsősorban névnapokon énekelték.
A többi versszak részben Arany László – Gyulai Pál 1871-ben kiadott Magyar népköltési gyűjteményéből, részben Kálmány Lajos: Koszorúk az Alföld vad virágaiból című, 1877–78-ban kiadott könyvéből való.
Feldolgozás:
| Szerző        | Mire          | Mű                     | Előadás |
| ------------- | ------------- | ---------------------- | ------- |
| Kodály Zoltán | gyermekkar    | Nagyszalontai köszöntő | [ 3 ]   |
| Kodály Zoltán | női kar       | Nagyszalontai köszöntő | [ 4 ]   |
| Kodály Zoltán | vegyeskar     | Nagyszalontai köszöntő | [ 5 ]   |
| Bárdos Lajos  | ének, zongora | Pianoforte II. 22. dal |         |

## Kotta és dallam
| Serkenj fel, kegyes nép, mosolyog az hajnal, aranyszál tollakkal repdes, mint egy angyal. | Ingó-bingó zöld fűszál szépen felöltözik, liliom-, rózsába meg is törölközik. | Amennyi fűszál van a tarka mezőben, annyi áldás szálljon Szent János fejére. |

## Felvételek
- Serkenj fel, kegyes nép. Csóka Anita  YouTube (2015. március 19.)  (Hozzáférés: 2016. március 31.) (audió)
- Serkenj fel! Ovitévé  YouTube (2012. szeptember 25.)  (Hozzáférés: 2016. március 31.) (audió)